# امیرخیز

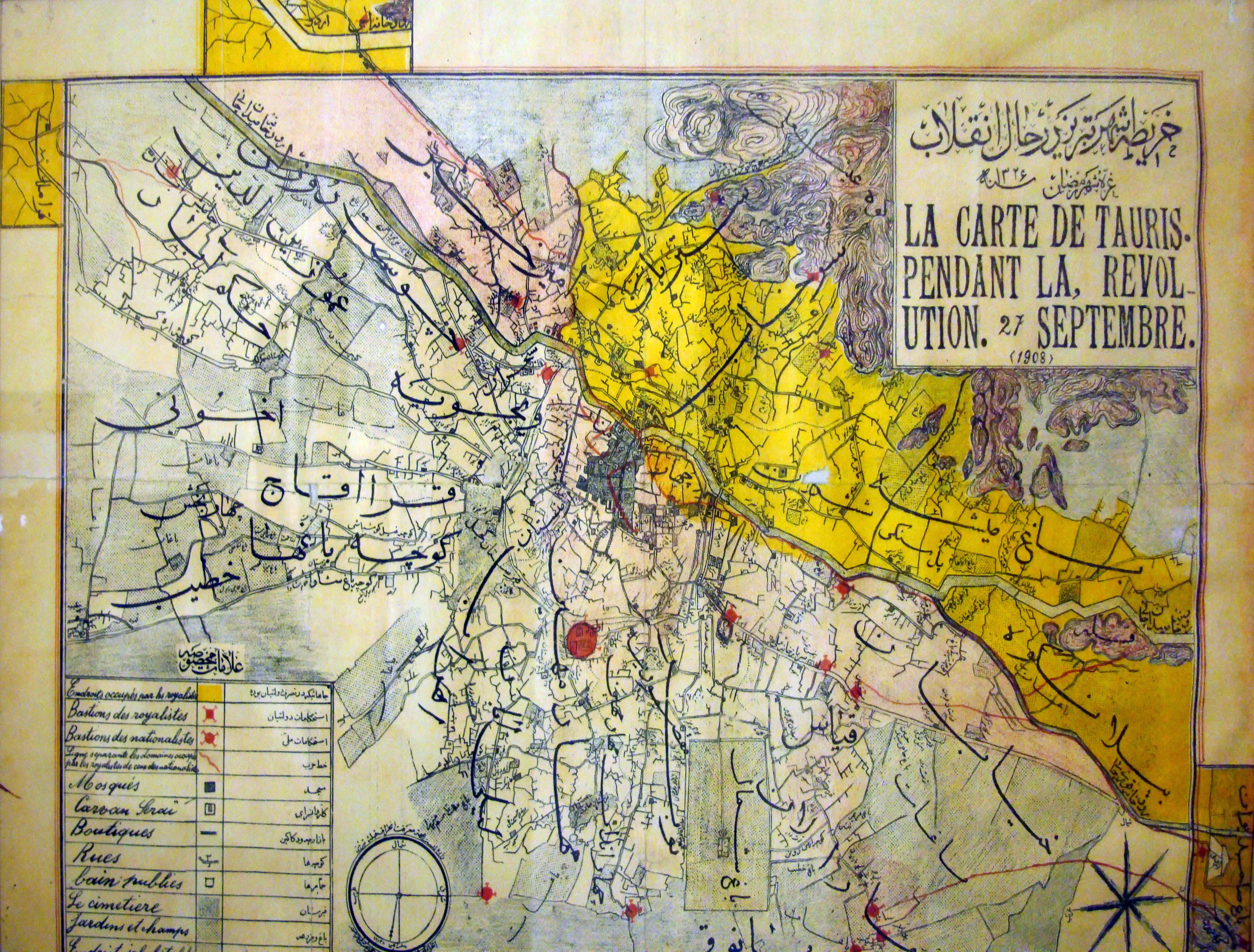
محلات تبریز، از جمله امیرخیز، در نقشه ای از سال ۱۹۰۸

امیرخیز یکی از کوی‌های قدیمی شهر تبریز است. این کوی که در شمال باختری تبریز است که از شمال به تلخه‌رود، از جنوب به میدان چایی، از باختر به چوستدوزان و میدان چایی، از خاور به کوی توکلی، مفتح و کوی دوه‌چی می‌رسد. در جنوب کوی امیرخیز یکی از دروازه‌های معروف شهر از هشت دروازه به نام درب استانبول (استانبول قاپوسی) در خیابان فلسطین واقع است.

## نامگذاری
مشهور است که چون ستارخان از این کوی برخاسته از این رو این کوی را امیرخیز گویند، برخی نیز عقیده دارند که طایفه‌ای که رئیس آنها «امیرقیز» بوده به این نام مشهور شده و تبدیل به کوی امیرخیز شده‌است چون پیش از ستارخان نیز این کوی وجود داشته‌است. در تاریخ این کوی می‌نویسند که در این کوی شش مسجد وجود داشته‌است که معروفترین آنها مسجد قصابلار بوده که در حال حاضر این مسجد پابرجاست.

## پیشینه

### در زمان قاجاریان
نادر میرزا در کتاب تاریخ و جغرافی دارالسلطنه تبریز می‌نویسد:
آب این محله اندک است از این روی باغ و باغچه نیز اندک است. طایفه‌ای از تجار تبریز که به شالچیلار معروفند در این محله مسجد و محله و کوی و برزن دارند، کدخدای امیرخیز محمدخان فرزند آقا فتحعلی است که پدر بر پدر کدخدایی این محله را بر عهده دارند. قنات الله‌وردی خان و قنات امیر در این محله روان است.
ظاهراً قنات امیر همان قنات امیرجلیل است که نادر میرزا در کتاب خود از آن یاد کرده و می‌نویسد:
کهریز امیرجلیل کهریزی است کوچک که بساتین و سراها را در میانی حکم‌آباد و امیره قیز سیراب و از این چشمه سرسبز و خرم است و باغ امیر هم معروف است. 
و نیز در بارهٔ قنات الله وردی خان می‌نویسد:
این کهریزی معروف بود کوی بزرگ امیرخیز تابستان‌ها از این چشمه سیراب می‌شد به جهت این که در کنار قناتی احداث کرده بودند خشکیده ولی دو، سه سال است که مالکان قنات در حال تنقیه هستند و آب آن کم‌کم زیاد می‌شود.

### در انقلاب مشروطه
این تنها کویی در بخش شمال مهرانرود بود که در زمان انقلاب مشروطه در صف انقلابیون قرار گرفت و بقیه کوی‌های شمال شهر چون دوه‌چی، سرخاب، باغمیشه و ششگلان بهمراه قراملک در غرب شهر در صف مخالفان مشروطه بودند. مسجد و میدان معروف ایریلو، درب استانبول و ایرانچیلار یکی از مهم‌ترین میدان‌های نبرد ستارخان با طرفداران شاه بود. در خروجی کوی امیرخیز به طرف میدان منجم یک مسجد و یک حمام قدیمی به نام‌های حمام سردار و مسجد سردار وجود دارند که در کنار همین مسجد خانه ستارخان قرار داشت که نیروهای روسیه تزاری پس از تصرف تبریز آن خانه را با دینامیت منفجر کردند. در محاصرهٔ این محله که خانه ستارخان در آن قرار داشت تنها هفده تن از یاران وی باقی مانده بودند.